# Ольховский тупик
Ольхо́вский тупик — улица в центре Москвы в Красносельском районе от Новорязанской улицы.

## Происхождение названия
Назван в 1928 году по своему направлению к Ольховскому переулку.

## Описание
Ольховский тупик начинается от Новорязанской улицы как продолжение Басманного переулка и проходит на северо-восток по направлению к железнодорожным путям Казанского направления.

## Здания и сооружения

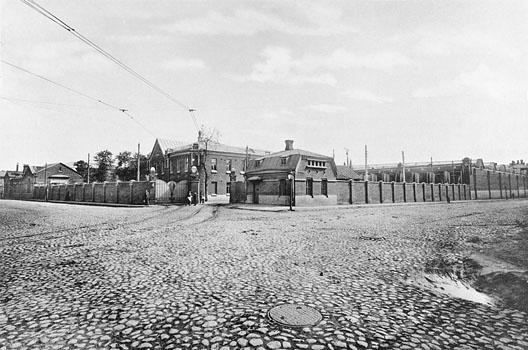
Рязанский парк городских железных дорог на Ольховской улице (угол Новорязанской улицы и Ольховского тупика), «Альбом зданий, принадлежащих Московскому городскому общественному управлению», 1913 год.